# 明治裁縫学校
明治裁縫学校（めいじさいほうがっこう）は、鈴木多満子（たま）によって、1896年（明治29年）に群馬県前橋市に設立された私立女学校である。戦後は私塾として活動した。

## 歴史
鈴木多満子が1896年に前橋市馬場川通りに「上毛裁縫伝習所」を設立した。従来の裁縫教育にある師匠と縫子の関係を見直し、一斉指導として女子教育に先鞭をつけた。生徒数の増加により1904年（明治37年）に同市田中町（現・表町）に移転し、校名を「明治裁縫学校」とする。当時の校長は鈴木多満子で校主は多満子の夫・鈴木宗十郎だった。
女子教育の神髄は「人として道をわきまえる事」であるとし、「誠実　礼節　勤労」に上に専門技術の習得を重点とした。茶道は裏千家、華道は古流、作法は小笠原流を採用。最盛期には本科、別科、研究科、師範科をおき卒業生は1万人を数えた。
太平洋戦争で校舎は徴用され休校。校舎は前橋空襲で全焼した。
戦後の1946年（昭和21年）年１月に「明治裁縫塾」として再開。1955年（昭和30年）、多満子の高齢により閉校となった。

## 登場作品
智本光隆『氷上の花光らしむー幻の札幌五輪を夢見たカーリングガールズー』（郁朋社　２０２４年）明治高等女学校として登場。